# Lode Wouters
Lode Alphonse Wouters (27 maggio 1929 – Geel, 25 marzo 2014) è stato un ciclista su strada belga.
Ha vinto due medaglie olimpiche nel ciclismo su strada, entrambe alle Olimpiadi 1948 svoltesi a Londra: una medaglia d'oro nella corsa a squadre insieme a Léon De Lathouwer e Eugène Van Roosbroeck e una medaglia di bronzo nella corsa in linea.